# Tritan (Kunststoff)

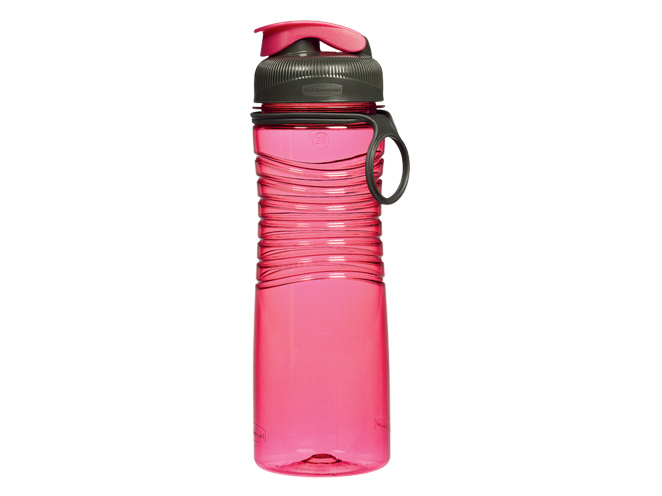
Trinkflasche aus Tritan

Tritan ist ein thermoplastischer Polyester des US-amerikanischen Herstellers Eastman Chemical, der beispielsweise für Trinkflaschen eingesetzt wird. 
Der Kunststoff wurde unter diesem Handelsnamen im Jahr 2007 eingeführt. Er wird aus Terephthalsäuredimethylester, 2,2,4,4-Tetramethyl-1,3-cyclobutandiol und 1,4-Cyclohexandimethanol hergestellt.

## Gesundheits- und Umweltauswirkungen
Die in der Werbung herausgestellte Unbedenklichkeit des Materials für Lebensmittelzwecke aufgrund des Verzichts auf Bisphenol A, einer in der Kunststofftechnologie gebräuchlichen hormonaktiven Substanz, ist umstritten.
Bestimmte in Tritan vorhandene Zusatzstoffe oder Verunreinigungen können ins Wasser wandern. Diese Substanzen umfassen 2-Phenoxyethanol, Dimethylisophthalat, 4-Nonylphenol oder Benzylbutylphthalat, jedoch in Konzentrationen, die deutlich unter den gesetzlichen Schwellenwerten liegen.